# 77 Frigga
Frigga (asteroide 77) é um asteroide da cintura principal com um diâmetro de 69,25 quilómetros, a 2,3143373 UA. Possui uma excentricidade de 0,1326923 e um período orbital de 1 592,13 dias (4,36 anos).
Frigga tem uma velocidade orbital média de 18,23333139 km/s e uma inclinação de 2,43275º.
Este asteroide foi descoberto em 12 de Novembro de 1862 por Christian Peters. Seu nome vem da personagem da mitologia nórdica Frigga.